# Today is The Day
「Today is The Day」（トゥデイ・イズ・ザ・デイ）は、日本の女性ポップシンガー・遠藤舞の1枚目のシングル。楽曲は、小出祐介の作詞・作曲によるソロデビュー曲として、2013年7月31日にbinyl recordsからリリース。

## 背景
アイドリング!!!1期生であった遠藤舞のソロデビューシングル。アイドリング!!!現役メンバー(当時)のソロデビューは、横山ルリカに次いで二人目である。
ソロデビューの件は、数年前から温めていた企画で、2013年6月のアイドリング!!!ライブツアー最終日公演の場で、満を持してアナウンスされた。本人は事前に承知しての発表だった為、自身に驚きは無かったが、前日にソロデビューの件が外部のメディアから漏れていた事態が起こっており、一部のファンは発表を察知していた。本人は、それらの件について談笑し、会場からの笑いを誘っていた。

## 制作
作曲はロックバンド・Base Ball Bearのメンバー小出祐介が担当し、作詞をコピーライター嵐田光と共作して提供された。小出は以前から、遠藤を高評価してた経緯がある。その小出が、前山田健一（ヒャダイン）と2012年に対談した際、「アイドルで歌上手い人は誰?」という話題で両者ともまず「遠藤舞」、そして「横山ルリカ」の名を挙げたと、小出のラジオ番組に遠藤がゲスト出演した際に語っている。当時はアイドリング!!!に関わりの無かった両名が、奇しくも小出が遠藤、前山田が横山のデビュー曲を担当する結果となった。
遠藤は、音楽ジャンルの方向性として、自身がピアノを奏でて歌唱する"ピアノ・ポップ・ロック"のスタイルを掲げている。本作は、そのコンセプトで制作した最初の作となる。

## リリース
楽曲のシングルCDは、Type-A・B・Cの3形態でリリースされた。Type-Aにはメイキング映像などを収録したDVD、Type-Bにはブックレットが付属する。全形態の初回プレス分に「オンラインRPG『Dragon's Prophet』のオリジナルアイテムシリアルコード」と「リリースイベント参加券」が封入されている。
発売日は自身の誕生日という記念の日となり、発売元はアイドリング!!!が所属するポニーキャニオンではなく、エイベックス・エンタテインメント傘下「binyl records」からのリリースである。遠藤自身はロックを志向している側面もあり、ロック系のレーベルである「binyl records」所属となる事は、思惑に合致している。

## プロモーション
楽曲のプロモーションで、以下のメディアに出演した。
テレビ番組
- 青木隆治のエンタメまるっとLIVE（2013年7月29日、nottv）

ラジオ番組
- face（2013年7月30日、JFN）
- YOYOGI PIRATES（2013年7月30日、FM-FUJI）
- ミュ〜コミ+プラス（2013年7月30日、ニッポン放送）
- RADIO DRAGON（2013年8月5日、TOKYO-FM）
- The Nutty Radio Show おに魂（2013年8月13日、NACK5）
- ミュージックライン サマースペシャル（2013年8月17日、NHK-FM）
- 菊地亜美の1ami9（2013年8月17日、ラジオ日本）

## ミュージック・ビデオ
リリースに先駆け、楽曲のショートバージョンが、YouTubeで無料公開されている。映像の色調はモノトーン調で処理され、箱の中の空間を、ファンタジックなイメージで演出している。

## ライブ・パフォーマンス
リリースを記念したインストアイベント・ミニライブが、以下の日時・場所で実施された。同年7月31日のイベントは、自身の誕生日を祝う記念のライブとなっている。
「Today is The Day」リリース記念イベント
- 2013年7月31日 東京・タワーレコード渋谷 B1F「CUTUP　STUDIO」- Mai Birthday LIVE
- 2013年8月3日 東京ドームシティ ラクーアガーデンステージ
- 2013年8月4日 ダイバーシティ東京 プラザ フェスティバル広場
- 2013年8月22日 原宿ニコニコ本社 1Fサテライトスタジオ

楽曲は『TOKYO IDOL FESTIVAL 2013』で初披露し、以下のイベントでライブした。
- TOKYO IDOL FESTIVAL 2013（2013年7月28日、お台場・青海特設会場 SMILE GARDEN）
- 音霊 OTODAMA SEA STUDIO「Live Dragon IDOL EDITION」（2013年8月24日、鎌倉由比ヶ浜・音霊SEA STUDIO）

## メディアでの使用
収録曲は以下のメディアで使用されている。
「Today is The Day」
- オンラインファンタジーRPG『Dragon's Prophet』イメージソング
- フジテレビ系『ミューサタ』2013年8月度エンディングテーマ曲

「透明な白」
- フジテレビ系『奇跡体験!アンビリバボー』2013年7〜9月度エンディングテーマ曲

## カバー
Type-B収録のカップリング曲「Lily」は、所属レーベルの先輩「MONKEY MAJIK」の1stミニアルバム『Lily』収録の表題曲。自身が演奏するピアノを挿入したアレンジとなっている。

## シングル収録トラック
| #         | タイトル             | 作詞             | 作曲      | 編曲      | 時間 |
| --------- | -------------------- | ---------------- | --------- | --------- | ---- |
| 1.        | 「Today is The Day」 | 小出祐介、嵐田光 | 小出祐介  |           | 5:00 |
| 2.        | 「透明な白」         | leonn            | mixakissa | ats-      | 3:40 |
| 合計時間: | 合計時間:            | 合計時間:        | 合計時間: | 合計時間: | 8:40 |

| #  | タイトル                         | 作詞 | 作曲・編曲 |
| -- | -------------------------------- | ---- | ---------- |
| 1. | 「Prologue of Today is The Day」 |      |            |

| #         | タイトル             | 作詞                                    | 作曲                        | 編曲      | 時間  |
| --------- | -------------------- | --------------------------------------- | --------------------------- | --------- | ----- |
| 1.        | 「Today is The Day」 | 小出祐介、嵐田光                        | 小出祐介                    |           | 5:00  |
| 2.        | 「透明な白」         | leonn                                   | mixakissa                   | ats-      | 3:44  |
| 3.        | 「Lily」             | Maynard Plant、Blaise Plant、漆坂ミサオ | Maynard Plant、Blaise Plant | 平沢敦士  | 4:28  |
| 合計時間: | 合計時間:            | 合計時間:                               | 合計時間:                   | 合計時間: | 13:13 |